# Рамос, Мария Кристина
Мария Кристина Рамос (исп. María Cristina Ramos; 5 мая 1952, Сан-Рафаэль, Мендоса) — аргентинская детская писательница, поэтесса, педагог, издатель.

## Биография
Дебютировала в 1988 году, опубликовав свою первую детскую книгу — антологию стихов Un sol para tu sombrero («Солнце для твоей шляпы»). С тех пор издала более 50 произведений. Её книги переведены на английский, китайский, корейский и португальский языки.
В 2002 году основала собственную издательскую компанию Editorial Ruedamares.

## Награды
- 1997 год — Национальная премия детского фэнтези за сценарий фильма «Лес в каждом углу».
- Финалист 1997 года Латиноамериканской премии в области детской и юношеской литературы Norma-Fundalectura за книгу De Barrio Somos .
- В 2016 году отмечена Иберо-американской премией в области детской и юношеской литературы (€26 701).
- В 2020 году названа финалисткой Премии Ганса Христиана Андерсена Международного совета по детской книге.

## Избранные сочинения
- Azul la cordillera (Синяя горная цепь), 1995. ISBN 9875453641
- Ruedamares, pirata de la mar bravia (Колесо моря, Пират Храброго моря), 1997. ISBN 9789871362530
- La luna lleva un silencio (Луна несла тишину), 2005. ISBN 9788466745741
- Mientras duermen las piedras (Тем временем камни спят), 2009. ISBN 9789876420143
- El trasluz (Против света), 2013. ISBN 9789875738669